# Aleksiej Kryłow

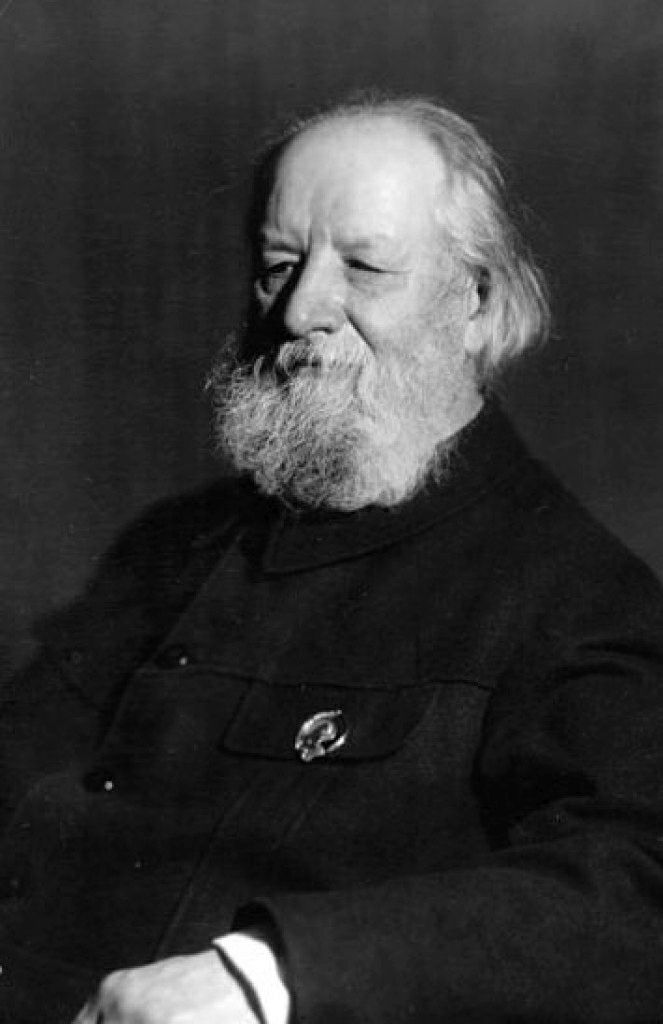
Aleksiej Kryłow w 1930 roku

Aleksiej Nikołajewicz Kryłow (ros. Алексей Николаевич Крылов; ur. 3 sierpnia?/15 sierpnia 1863 we wsi Wisiaga w guberni symbirskiej obecnie miejscowość nosi nazwę Kryłowo, zm. 26 października 1945 w Leningradzie) – rosyjski admirał i naukowiec: inżynier budowy okrętów, mechanik teoretyczny, matematyk.
Kryłow publikował w wielu dziedzinach naukowych jak matematyka (w tym matematyka stosowana), balistyka, fizyka matematyczna, geodezja, astronomia, teoria okrętów, a także historia nauki. W roku 1903 opracował tabele niezatapialności okrętu (nad tą problematyką pracował już wcześniej wspólnie z polskim inżynierem i wynalazcą Stefanem Drzewieckim).

## Życiorys
Od 1890 roku Kryłow wykładał na Akademii Morskiej w Petersburgu. Od 1916 roku był członkiem Rosyjskiej Akademii Nauk, następnie Akademii Nauk ZSRR. Jako pierwszy przełożył on klasyczną pracę Izaaka Newtona Philosophiæ Naturalis Principia Mathematica na język rosyjski.
Jest autorem pamiętników. Znany był z ciętego języka.
Ważnym problemem nad którym pracował Kryłow była niezatapialność okrętów. Współpracował on na tym polu z innym rosyjskim uczonym Stiepanem Makarowem, który był także dowódcą morskim i wiceadmirałem. Rezultaty ich pracy stały się wiedzą znaną i stosowaną na całym świecie, również w obecnych czasach.
Kryłow został uhonorowany wieloma najwyższymi nagrodami i odznaczeniami dostępnymi dla obywateli Związku Radzieckiego, m.in. Medalem Sierp i Młot Bohatera Pracy Socjalistycznej (13 lipca 1943), trzema Orderami Lenina (15 lutego 1939, 13 lipca 1943 i 10 czerwca 1945) i Nagrodą Stalinowską (1941). Otrzymał także rosyjski Order Świętego Włodzimierza II klasy (1915), III klasy (1909) i IV klasy (1908), Order Świętej Anny I klasy (1913) i II klasy (1899), Order Świętego Stanisława I klasy (1911), II klasy (1905) i III klasy (1895).
Kryłow urodził się w biednej rodzinie, w guberni symbirskiej (Symbirsk to dzisiejszy Uljanowsk). Był żonaty, miał jedną córkę.
W matematyce od nazwiska Aleksieja Kryłowa pochodzą tzw. Przestrzeń Kryłowa i Reguły Bradis-Kryłowa.